# Super Bowl LV
Il Super Bowl LV è stata la 55ª edizione del Super Bowl, la finale del campionato della National Football League. Ha avuto luogo domenica 7 febbraio 2021 al Raymond James Stadium di Tampa, Florida, per decretare il campione della stagione 2020 e vide opposti i campioni della NFC, i Tampa Bay Buccaneers, contro quelli della AFC, i Kansas City Chiefs. Fu la quinta volta che la manifestazione ebbe luogo a Tampa e la terza in questo impianto, la prima dal Super Bowl XLIII del 2009. I Buccaneers furono la prima squadra a giocare il Super Bowl nel proprio stadio. Per la terza volta nella storia la finale si tenne per due anni consecutivi nello stesso Stato, dato che il Super Bowl LIV fu giocato all'Hard Rock Stadium di Miami. La gara fu trasmessa negli Stati Uniti dalla CBS, in Italia su Rai 2 e su DAZN.
Nella sua prima stagione con i Buccaneers, il quarterback veterano Tom Brady estese i suoi record con la decima partecipazione al Super Bowl, vincendolo per la settima volta e conquistando per la quinta volta il titolo di MVP. I Chiefs speravano di diventare la prima squadra a ripetersi come campioni dalla ex squadra di Brady, i New England Patriots (XXXVIII e XXXIX). A causa dei protocolli per la COVID-19 la capacità dello stadio fu limitata a soli 25.000 posti, rendendolo il Super Bowl con meno spettatori della storia.

## Processo di selezione dello stadio
Il 19 maggio 2015 furono annunciate le quattro città finaliste per l'assegnazione del Super Bowl LIII, del Super Bowl LIV e del Super Bowl LV. Le votazioni avvennero il 24 maggio 2016: dopo che i primi due turni ebbero assegnato l'edizione 2019 ad Atlanta e la successiva a Miami, rimasero solo le seguenti candidate:
- SoFi Stadium, Inglewood, California: l'area di Los Angeles ha ospitato il Super Bowl sette volte tra il Rose Bowl di Pasadena e il Los Angeles Memorial Coliseum, l'ultima in occasione del Super Bowl XXVII nel 1993.
- Raymond James Stadium, Tampa, Florida: Tampa ha ospitato quattro Super Bowl, l'ultimo dei quali è stato il Super Bowl XLIII nel 2009.

Inizialmente fu Los Angeles a garantirsi l'organizzazione della finalissima del 2021. Tuttavia, il 23 maggio 2017 i proprietari delle franchigie NFL decisero di spostare la sede della stessa a Tampa, facendo così slittare la città californiana al Super Bowl LVI, a causa di ritardi nella costruzione del SoFi Stadium dovuti alle pesanti precipitazioni abbattutesi sulla zona durante la prima parte dell'anno.

## Squadre

### Kansas City Chiefs
Da campioni in carica, i Kansas City Chiefs fecero registrare il miglior record della NFL nel 2020, 14-2, sotto la direzione del capo-allenatore all'ottavo anno Andy Reid. A parte una sconfitta per 40–32 contro i Las Vegas Raiders nella settimana 4, l'unica altra sconfitta giunse nell'ultimo turno della stagione, quando vennero fatti riposare la maggior parte dei titolari essendo già sicuri del miglior record della conference. Dopo avere saltato così il primo turno di playoff, i Chiefs batterono i Cleveland Browns 22–17 nel Divisional round e vinsero per 38–24 sui Buffalo Bills nella finale di conference, qualificandosi per il secondo Super Bowl consecutivo. Sarà questa la quarta qualificazione alla finalissima, dopo avere perso il Super Bowl I (1967) e vinto il IV (1970) e il LIV (2020).
L'attacco di Kansas City fu il migliore della NFL per yard guadagnate (6.653) e finì sesto in punti segnati (473). Il quarterback Patrick Mahomes fu convocato per il terzo Pro Bowl consecutivo dopo avere passato 4.740 yard (secondo nella lega) e 38 touchdown, a fronte di sei soli intercetti. Il suo bersaglio principale fu il tight end Pro Bowler Travis Kelce, che ricevette 105 passaggi per 1.416 yard (secondo nella NFL e record assoluto per un tight end) e 11 touchdown. Il ricevitore Pro Bowler Tyreek Hill contribuì con 87 ricezioni per 1.276 yard e 15 touchdown. Mahomes ebbe diverse altre opzioni affidabili, come Demarcus Robinson (45 ricezioni per 466 yard), Mecole Hardman (41 ricezioni per 561 yard e 360 yard ritornate negli special team) e Sammy Watkins (37 ricezioni per 421 yard). Il miglior corridore della squadra nel 2019, Damien Williams, optò per non giocare nel 2020 a causa di timori per la COVID-19 e poiché alla madre fu recentemente diagnosticato un cancro al quarto stadio. Al suo posto, il running back rookie Clyde Edwards-Helaire corse 808 yard e 4 touchdown, accanto a Le'Veon Bell, firmato dopo essere stato svincolato dai New York Jets, che corse 254 yard e 2 touchdown. Il tackle Eric Fisher guidò la offensive line, venendo selezionato per il Pro Bowl. Tuttavia fu costretto a saltare il Super Bowl a causa della rottura del tendine di Achille nella finale della AFC. Negli special team, il kicker Harrison Butker segnò 25 field goal su 27, inclusi tutti e 4 i suoi tentativi da oltre 50 yard.
La linea difensiva dei Chiefs fu guidata dai giocatori convocati per il Pro Bowl Chris Jones (7,5 sack e 2 fumble forzati) e Frank Clark (6 sack). Il linebacker Anthony Hitchens fu secondo nella squadra con 78 tackle. Kansas City ebbe anche una linea secondaria di alto livello, guidata dalla strong safety Pro Bowler Tyrann Mathieu (68 tackle, 6 intercetti e un fumble recuperato) e dalla free safety Daniel Sorensen (91 tackle, 3 intercetti e 2 fumble forzati), assieme ai cornerback Bashaud Breeland (2 intercetti) e al rookie L'Jarius Sneed (3 intercetti e 2 sack).

### Tampa Bay Buccaneers
I Tampa Bay Buccaneers conclusero la stagione 2020 con un record di 11–5 sotto la direzione del capo-allenatore al secondo anno Bruce Arians. La squadra non vinceva una partita di playoff da quando aveva conquistato il Super Bowl XXXVII nel 2002 e non si era qualificata ai playoff dal 2007.
Prima dell'inizio della stagione i Buccaneers firmarono l'ex quarterback dei New England Patriots Tom Brady per sostituire Jameis Winston. La squadra ottenne anche in uno scambio Rob Gronkowski dai Patriots e firmò Leonard Fournette, LeSean McCoy, Antonio Brown e Ryan Succop. Nel Draft NFL 2020, Tampa Bay migliorò la sua offensive line selezionando il tackle Tristan Wirfs.
L'attacco di Tampa Bay si classificò settimo nella lega in yard guadagnate (6.145) e terzo in punti segnati (492). Brady lanciò 4.633 yard e 40 touchdown contro 12 intercetti e segnò anche tre touchdown su corsa. I suoi bersagli principali furono Mike Evans che ricevette 70 passaggi per 1.001 yard e 13 touchdown, Chris Godwin, che ricevette 65 passaggi per 840 yard e 7 touchdown, e Rob Gronkowski che ricevette 45 passaggi per 623 yard e 7 touchdown. Brady ebbe anche altre armi come Scotty Miller (33 ricezioni, 501 yard e 3 touchdown), Antonio Brown (44 ricezioni, 483 yard e 4 touchdown), e Cameron Brate (28 ricezioni, 282 yard e 2 touchdown). Ronald Jones fu il miglior corridore della squadra con 978 yard e 7 touchdown. Il running back Leonard Fournette aggiunse 367 yard corse e 6 touchdown. Il kicker Ryan Succop si classificò sesto nella NFL con 136 punti, segnando 28 field goal su 31.
La difesa di Tampa Bay si classificò sesta nella lega per il minor numero di yard concesse (5.234). La defensive line fu guidata dai defensive end Ndamukong Suh (6 sack) e Jason Pierre-Paul, l'unico giocatore convocato per il Pro Bowl della squadra (9,5 sack, 4 fumble forzati e 2 recuperati). La squadra ebbe anche una coppia di linebacker di alto livello, Devin White (140 tackle e 9 sack) e Shaquil Barrett (8 sack e 2 fumble forzati). Il cornerback Carlton Davis guidò la squadra con 4 intercetti, mentre la safety rookie Antoine Winfield Jr. aggiunse 94 tackle, 1 intercetto e 3 sack.

## Intrattenimento

### Inno nazionale
Il 19 gennaio 2021 la rivista Rolling Stone annunciò che l'inno nazionale statunitense sarebbe stato cantato da Jazmine Sullivan ed Eric Church

### Halftime Show
Il 12 novembre 2020 fu annunciato che l'interprete dell'Halftime Show sarebbe stato il cantante The Weeknd, nome d'arte di Abel Tesfaye, vincitore di un Grammy Award, nato a Toronto, in Canada. Tesfaye ha raggiunto con 5 canzoni diverse il vertice della classifica americana Billboard Hot 100.

## Tabellino
Kansas City Chiefs vs. Tampa Bay Buccaneers—Riassunto
|                  | 1 | 2  | 3  | 4 | Totale |
| ---------------- | - | -- | -- | - | ------ |
| Chiefs (AFC)     | 3 | 3  | 3  | 0 | 9      |
| Buccaneers (NFC) | 7 | 14 | 10 | 0 | 31     |

al Raymond James Stadium, Tampa, Florida
- Data: 7 febbraio 2021
- Ora: 6:40 p.m. EST
- Tempo atmosferico: sereno, 17° C (63° F)
- Pubblico: 24 835
- Arbitro: Carl Cheffers
- Commentatori TV (CBS): Jim Nantz, Tony Romo, Tracy Wolfson, Evan Washburn, Jay Feely e Gene Steratore

| Quarto                    | Tempo                     | Drive                     | Drive                     | Drive                     | Squadra                   | Informazioni | Punteggio | Punteggio |
| Quarto                    | Tempo                     | Giocate                   | Yard                      | TOP                       | Squadra                   | Informazioni | KC        | TB        |
| ------------------------- | ------------------------- | ------------------------- | ------------------------- | ------------------------- | ------------------------- | --- | --------- | --------- |
| 1                         | 5:10                      | 8                         | 31                        | 3:23                      | KC                        | field goal da 49 yard di Harrison Butker                                                                         | 3         | 0         |
| 1                         | 0:37                      | 8                         | 75                        | 4:33                      | TB                        | touchdown su ricezione da 8 yard di Rob Gronkowski su passaggio di Tom Brady, extra point segnato da Ryan Succop | 3         | 7         |
| 2                         | 6:05                      | 6                         | 38                        | 2:58                      | TB                        | touchdown su ricezione da 17 yard di Gronkowski su passaggio di Brady, extra point segnato da Succop             | 3         | 14        |
| 2                         | 1:01                      | 10                        | 61                        | 5:04                      | KC                        | field goal da 34 yard di Butker                                                                                  | 6         | 14        |
| 2                         | 0:06                      | 5                         | 71                        | 0:55                      | TB                        | touchdown su ricezione da 1 yard di Antonio Brown su passaggio di Brady, extra point segnato da Succop           | 6         | 21        |
| 3                         | 11:26                     | 7                         | 47                        | 3:34                      | KC                        | field goal da 52 yard di Butker                                                                                  | 9         | 21        |
| 3                         | 7:45                      | 6                         | 74                        | 3:41                      | TB                        | touchdown su corsa da 27 yard di Leonard Fournette, extra point segnato da Succop                                | 9         | 28        |
| 3                         | 2:46                      | 8                         | 11                        | 3:34                      | TB                        | field goal da 51 yard di Succop                                                                                  | 9         | 31        |
| "TOP" = tempo di possesso | "TOP" = tempo di possesso | "TOP" = tempo di possesso | "TOP" = tempo di possesso | "TOP" = tempo di possesso | "TOP" = tempo di possesso | "TOP" = tempo di possesso                                                                                        | 9         | 31        |

### Statistiche individuali
| Chiefs passaggi       |        |     |    |     |         |
|                       | C/ATT1 | Yds | TD | INT | Rating  |
| Patrick Mahomes       | 26/49  | 270 | 0  | 2   | 52.3    |
| Chiefs corse          |        |     |    |     |         |
|                       | Car2   | Yds | TD | Lg3 | Yds/Car |
| Clyde Edwards-Helaire | 9      | 64  | 0  | 26  | 7,1     |
| Patrick Mahomes       | 5      | 33  | 0  | 11  | 6,6     |
| Tyreek Hill           | 1      | 5   | 0  | 5   | 5,0     |
| Darrel Williams       | 2      | 5   | 0  | 3   | 2,5     |
| Chiefs ricezioni      |        |     |    |     |         |
|                       | Rec4   | Yds | TD | Lg3 | Target5 |
| Travis Kelce          | 10     | 133 | 0  | 33  | 15      |
| Tyreek Hill           | 7      | 73  | 0  | 23  | 10      |
| Clyde Edwards-Helaire | 2      | 23  | 0  | 18  | 3       |
| Sammy Watkins         | 1      | 13  | 0  | 13  | 1       |
| Demarcus Robinson     | 1      | 11  | 0  | 11  | 2       |
| Darrel Williams       | 2      | 10  | 0  | 9   | 7       |
| Mecole Hardman        | 2      | 4   | 0  | 4   | 6       |
| Byron Pringle         | 1      | 3   | 0  | 3   | 2       |

| Buccaneers passaggi  |        |     |    |     |         |
|                      | C/ATT1 | Yds | TD | INT | Rating  |
| Tom Brady            | 21/29  | 201 | 3  | 0   | 125.8   |
| Buccaneers corse     |        |     |    |     |         |
|                      | Car2   | Yds | TD | Lg3 | Yds/Car |
| Leonard Fournette    | 16     | 89  | 1  | 27  | 5,6     |
| Ronald Jones II      | 12     | 61  | 0  | 13  | 5,1     |
| Tom Brady            | 4      | -2  | 0  | 0   | -0,5    |
| Scotty Miller        | 1      | -3  | 0  | -3  | -3      |
| Buccaneers ricezioni |        |     |    |     |         |
|                      | Rec4   | Yds | TD | Lg3 | Target5 |
| Rob Gronkowski       | 6      | 67  | 2  | 25  | 7       |
| Leonard Fournette    | 4      | 46  | 0  | 15  | 4       |
| Mike Evans           | 1      | 31  | 0  | 31  | 1       |
| Cameron Brate        | 3      | 26  | 0  | 15  | 3       |
| Antonio Brown        | 5      | 22  | 1  | 16  | 6       |
| Chris Godwin         | 2      | 9   | 0  | 8   | 4       |

1Completati/tentati
2Portate
3Guadagno massimo
4Ricezioni
5Passaggi verso il bersaglio

## Statistiche finali
| Statistica                  | Kansas City Chiefs | Tampa Bay Buccaneers |
| --------------------------- | ------------------ | -------------------- |
| Primi down                  | 22                 | 26                   |
| Primi down su corsa         | 12                 | 12                   |
| Primi down su passaggio     | 7                  | 8                    |
| Primi down su penalità      | 3                  | 6                    |
| Efficienza sui terzi down   | 3–13               | 4–12                 |
| Efficienza sui quarti down  | 1–3                | 0–1                  |
| Totale yard nette           | 350                | 340                  |
| Yard nette su corsa         | 107                | 145                  |
| Corse tentate               | 17                 | 33                   |
| Yard per corsa              | 6,3                | 4,4                  |
| Yard passate                | 243                | 195                  |
| Passaggi completati/tentati | 26/49              | 21/29                |
| Sack subiti-yard perse      | 3–27               | 1–6                  |
| Intercetti subiti           | 2                  | 0                    |
| Ritorni di punt-yard        | 1–0                | 0–0                  |
| Ritorni di kickoff-yard     | 3–87               | 3–75                 |
| Intercetti-yard ritornate   | 0–0                | 2–0                  |
| Punt-yard medie             | 3–35,7             | 4–37,5               |
| Fumble-persi                | 0                  | 0                    |
| Penalità-yard               | 11–120             | 4–39                 |
| Tempo di possesso           | 28:37              | 31:23                |
| Palle perse                 | 2                  | 0                    |

| (Tutti i record si riferiscono al Super Bowl)     | (Tutti i record si riferiscono al Super Bowl) | (Tutti i record si riferiscono al Super Bowl) |
| ------------------------------------------------- | --------------------------------------------- | --------------------------------------------- |
| Maggior numero di apparizioni, giocatore          | 10                                            | Tom Brady (Tampa Bay)                         |
| Maggior numero di apparizioni, giocatore titolare | 10                                            | Tom Brady (Tampa Bay)                         |
| Maggior numero di passaggi tentati (carriera)     | 392                                           | Tom Brady (Tampa Bay)                         |
| Maggior numero di passaggi completati (carriera)  | 256                                           | Tom Brady (Tampa Bay)                         |
| Maggior numero di yard passate (carriera)         | 2.838                                         | Tom Brady (Tampa Bay)                         |
| Quarterback più anziano                           | 43 anni, 188 giorni                           | Tom Brady (Tampa Bay)                         |
| Quarterback titolare più anziano                  | 43 anni, 188 giorni                           | Tom Brady (Tampa Bay)                         |
| Giocatore più anziano                             | 43 anni, 188 giorni                           | Tom Brady (Tampa Bay)                         |
| Giocatore titolare più anziano                    | 43 anni, 188 giorni                           | Tom Brady (Tampa Bay)                         |

## Formazioni titolari
| Kansas City Chiefs    | Ruolo   | Ruolo   | Tampa Bay Buccaneers |
| Attacco               | Attacco | Attacco | Attacco              |
| --------------------- | ------- | ------- | -------------------- |
| Tyreek Hill           | WR      | WR      | Mike Evans           |
| Mike Remmers          | LT      | LT      | Donovan Smith        |
| Nick Allegretti       | LG      | LG      | Ali Marpet           |
| Austin Reiter         | C       | C       | Ryan Jensen          |
| Stefen Wisniewski     | RG      | RG      | Aaron Stinnie        |
| Andrew Wylie          | RT      | RT      | Tristan Wirfs        |
| Travis Kelce          | TE      | TE      | Rob Gronkowski       |
| Demarcus Robinson     | WR      | WR      | Chris Godwin         |
| Patrick Mahomes       | QB      | QB      | Tom Brady            |
| Clyde Edwards-Helaire | RB      | RB      | Ronald Jones II      |
| Byron Pringle         | WR      | WR      | Scott Miller         |
| Difesa                |         |         |                      |
| Tanoh Kpassagnon      | LDE     | DL      | Ndamukong Suh        |
| Chris Jones           | LDT     | NT      | Rakeem Nunez-Roches  |
| Derrick Nnadi         | RDT     | OLB     | Shaquil Barrett      |
| Frank Clark           | RDE     | ILB     | Devin White          |
| Damien Wilson         | MIKE    | ILB     | Lavonte David        |
| Anthony Hitchens      | WILL    | OLB     | Jason Pierre-Paul    |
| Charvarius Ward       | LCB     | LCB     | Carlton Davis        |
| Bashaud Breeland      | RCB     | RCB     | Jamel Dean           |
| L'Jarius Sneed        | NB      | NB      | Sean Murphy-Bunting  |
| Daniel Sorensen       | FS      | FS      | Antoine Winfield Jr. |
| Tyrann Mathieu        | SS      | SS      | Jordan Whitehead     |

## Arbitri
Il 19 gennaio 2021 la lega annunciò che, per la prima volta nella storia, una donna, Sarah Thomas avrebbe fatto parte dell'équipe di arbitri del Super Bowl. Gli arbitri dell'evento sono i seguenti (tra parentesi il numero di uniforme):
- Capo: Carl Cheffers (51)
- Umpire: Fred Bryan (11)
- Down judge: Sarah Thomas (53)
- Line judge: Rusty Baynes (59)
- Field judge: James Coleman (95)
- Side judge: Eugene Hall (103)
- Back judge: Dino Paganelli (105)
- Arbitro ai replay: Mike Wimmer
- Assistente ai replay: Sean McKee